# Humes Ranch Cabin
Pour les articles homonymes, voir Humes.
L'Humes Ranch Cabin est une cabane américaine située dans le comté de Clallam, dans l'État de Washington. Protégée au sein du parc national Olympique, elle est inscrite au Registre national des lieux historiques depuis le 14 septembre 1977.